# 安藝貴範
安藝 貴範（あき たかのり、1971年1月26日 - ）は、日本の実業家。学位は学士（経営学）（大阪府立大学・1993年）。株式会社グッドスマイルカンパニー代表取締役社長（初代）。
コナミ株式会社勤務、グラムス株式会社勤務、株式会社バンプレスト勤務を経て、有限会社グッドスマイルカンパニー代表取締役社長などを歴任した。

## 来歴

### 生い立ち
香川県にかつて存在した大川郡津田町出身。津田町の家具屋の息子として生まれる。家具職人をしていた祖父が起業し、戦後の家具需要で成長したこともあった。幼い頃から勉強ができ小中高と生徒会長を務めていたほか、野球にも打ち込みキャプテンにもなっていた。また当時出始めのコンピュータにも熱中し、最初の頃は近所の電気屋に1台あったものを使わせてもらっていたが、実家でアルバイトして貯めたお金やお年玉などで購入したという。
香川県立津田高等学校を経て大阪府立大学に進学した。経済学部の経営学科に在籍し、会計士を目指すために大学3年から資格予備校にも通うようになるが、入学直後からコンピューターやゲーム、バンド、テニスと趣味三昧になってしまっていたために勉強についていけなくなり、会計士の道を断念して大学4年から就職活動を開始し、コナミに入社を決める。1993年、大阪府立大学を卒業した。

### コナミ、グラムス、バンプレスト
コナミでは営業に配属され、ノルマをきちんと達成するという好成績を出し続け、この時の営業経験が現在でも仕事の礎になっているという。入社2年目の25歳で大学時代からつきあっていた女性と結婚、翌年には長男が生まれる。入社4年目にグラムスを起業した社長に誘われて転職するが、開発費をつぎ込みすぎたために2年で倒産する。
その後コナミ時代の同僚から「バンプレスト（旧社）が開発子会社を作るから開発要員を募集している」と誘われ、グラムスの開発部員を率いて集団面接を行った際に、当時の社長である杉浦幸昌に気に入られバンプレストに入社、社長・常務直轄のマーケティングチームのスタッフとしてあらゆる新規事業を手がけ、松戸市の本社ビル地下のマニア向けショップ「コントンタウン」の立ち上げや、ゲームの開発、映画の作成、さらにアイドル声優ユニット「KiraKira☆メロディ学園」とその事務所であるミューラスの発足や運営も手がけた。
その後バンプレストが上場するにあたり、不採算部門だったミューラスが解散、所属していたタレントを他の事務所に移籍させる仲介を行っていたが、中には「安藝さんとやりたい」というタレントもおり、それを受けて芸能事務所としてグッドスマイルカンパニーを創業する。

### グッドスマイルカンパニー

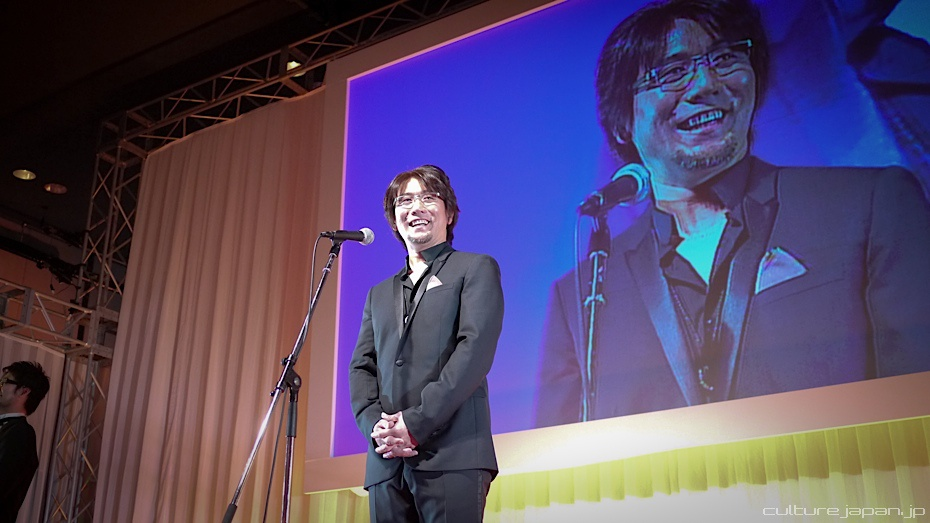
2011年5月2日、「グッドスマイルカンパニー創立10周年記念感謝祭」にて

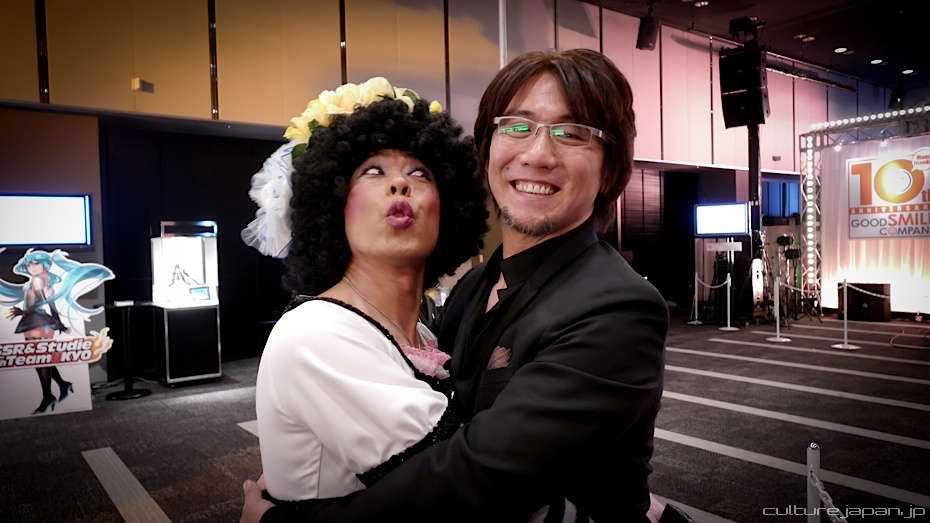
2011年5月2日、「グッドスマイルカンパニー創立10周年記念感謝祭」にてニトロプラス広報担当ジョイまっくす（左）と

資本金は仕事で付き合いのあったマックスファクトリー代表のMAX渡辺から借りることで確保、仕事についても芸能面での仕事がなかなか取れないため、マックスファクトリーと組んで食玩の企画・開発、釣具店の運営も行っていたが、開設1年で看板タレントが失踪、実家に帰ったことがわかるが、説得しても断られてしまう。
そうしたなか食玩ビジネスが次第にヒットの兆しを見せ、海洋堂も進出して急成長すると、MAX渡辺をけしかける形で本格参入、味覚糖や明治製菓（現明治）、ブルボンに提案し食玩をヒットさせていく。こうした食玩の受注が増える一方で製造を外注していた企業が追いつかない事態となり、フィギュアにおける自社生産体制の整備に乗り出す。ゲームメーカー時代からのツテで中国に製造ラインを整備、これによって食玩のみならず自社フィギュア商品の製造・販売もできるようになった。
2004年にはマックスファクトリーの「霞ホワイトバージョン」が4万個売れる大ヒット商品となり、会社経営を軌道に乗せることができるようになった。さらにキャラクターの特徴をデフォルメ、簡略化して価格を抑えた「ねんどろいど」を発案、2008年に発売した「ねんどろいど初音ミク」が累計12万個の大ヒットとなり、グッドスマイルカンパニーはフィギュア製造のトップメーカーとなる。中国にも製造拠点を8つ設けるなど生産体制も増強する一方、模型イベントのワンダーフェスティバルにも大規模なブースを出展するなど新規ユーザーの開拓やユーザーとのコミュニケーションに力を入れ続け、その延長線上で2009年にグッドスマイルレーシングを設立、SUPER GTに参戦し個人スポンサー制度を導入したほか、コラボレーションカフェの開店、世界中のユーザーがどこからでもオンラインで買えるよう仕組みを整備し、さらにアウトドアグッズやヘッドホン、アニメ制作まで様々なジャンルに進出している。

## 制作関与作品

### テレビアニメ

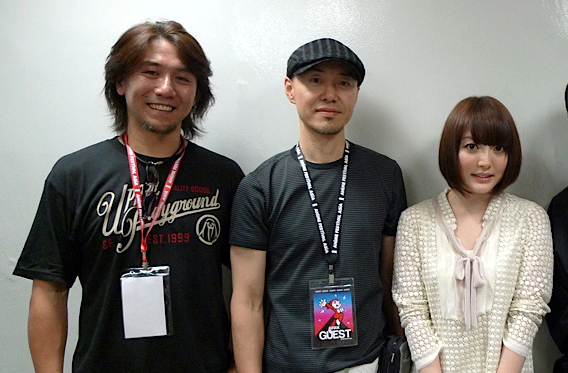
2010年11月14日、「アニメ・フェスティバル・アジア」にてニトロプラス社長小坂崇氣（中央）、声優花澤香菜（右）と

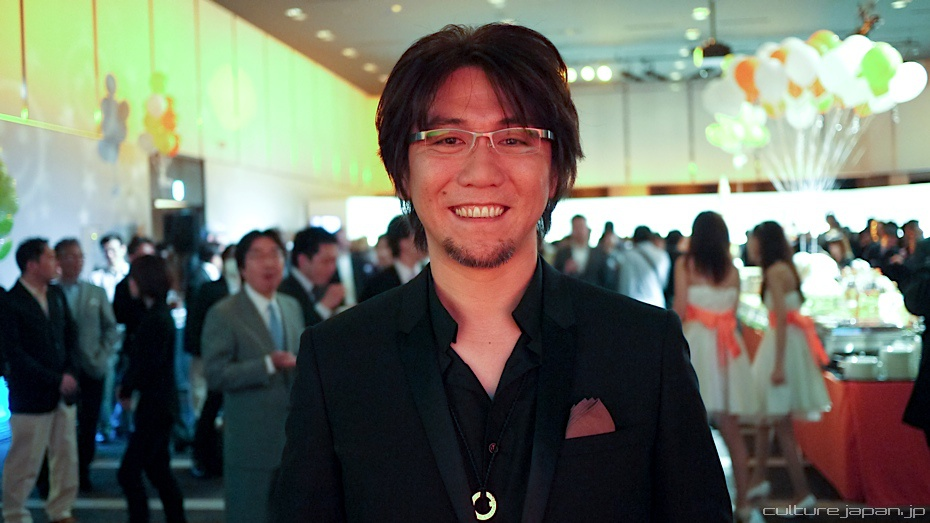
2011年5月2日、「グッドスマイルカンパニー創立10周年記念感謝祭」にて

- CANAAN（2010年、エグゼクティブプロデューサー）
- 探偵オペラ ミルキィホームズ（2010年、エグゼクティブプロデューサー）
- 花咲くいろは（2011年、エグゼクティブプロデューサー）
- 探偵オペラ ミルキィホームズ サマー・スペシャル（2011年、エグゼクティブプロデューサー）
- DOG DAYS（2011年、エグゼクティブプロデューサー）
- カードファイト!! ヴァンガード アジアサーキット編（2012年、エグゼクティブプロデューサー）
- 探偵オペラ ミルキィホームズ 第2幕（2012年、エグゼクティブプロデューサー）
- 探偵オペラ ミルキィホームズ Alternative ONE & TWO（2012年、エグゼクティブプロデューサー）
- DOG DAYS'（2012年、エグゼクティブプロデューサー）
- 戦姫絶唱シンフォギア（2012年、エグゼクティブプロデューサー）
- カードファイト!! ヴァンガード リンクジョーカー編（2013年、エグゼクティブプロデューサー）
- D.C.III 〜ダ・カーポIII〜（2013年、エグゼクティブプロデューサー）
- ファンタジスタドール（2013年、製作）
- 有頂天家族（2013年、エグゼクティブプロデューサー）
- 戦姫絶唱シンフォギアG（2013年、エグゼクティブプロデューサー）
- カードファイト!! ヴァンガード レギオンメイト編（2014年、エグゼクティブプロデューサー）
- Wake Up, Girls!（2014年、企画）
- 天体のメソッド（2014年、エグゼクティブプロデューサー）
- 干物妹!うまるちゃん (2015年、製作)
- DOG DAYS"（2015年、エグゼクティブプロデューサー）
- BanG Dream!（2017年、企画）

### OVA
- ブラック★ロックシューター（2010年、製作総指揮・プロデューサー）
- 英雄伝説 空の軌跡 THE ANIMATION（2011 - 2012年、エグゼクティブプロデューサー）

### アニメ映画
- サカサマのパテマ（2013年、エグゼクティブプロデューサー）
- Wake Up, Girls!（2014年、製作）

### 実写映画
- 私の優しくない先輩（2010年、エグゼクティブプロデューサー）

## 私生活
ランボルギーニ・カウンタック LP400を所有している。